# 玉案山组
玉案山组是分布于滇东地区的岩石地层单位，自1982年罗惠麟创立的筇竹寺组玉案山段提升而来，层型剖面位于筇竹寺南后龙洞沟。岩性以灰黑、灰绿色页岩夹薄层粉砂岩、粉砂质白云岩为主；下部有一层黑色砂质泥岩，下伏石岩头组，上覆红井哨组。时间属筇竹寺期，大约对应国际地层年代的寒武纪第三期。平均厚约100-200米，在筇竹寺剖面厚137.16米，马龙矿山剖面厚327.63米。

## 分段
玉案山组自下而上分别为：

### 黑色页岩段
在澄江一带，该段由厚约30米的黑色粉砂质泥岩所组成，为海侵初期的产物。该段产中国最早的三叶虫和金臂虫。
在该段产所谓”前澄江生物群“，包括数种和澄江生物群的生物关系密切的生物，是梅树村动物群的后裔，澄江生物群的先驱。

### 帽天山页岩段
海侵在帽天山页岩段到达高峰，沉积了数十米厚的泥质沉积物。
在该段产澄江生物群。

### 粉砂岩段
由河口湾粉砂与细泥的混合物快速沉积而成，厚约50米。潮渠和潮沟构造十分常见，表明水体深度较浅，接近于潮汐带。